# Röhrscheidtbastei

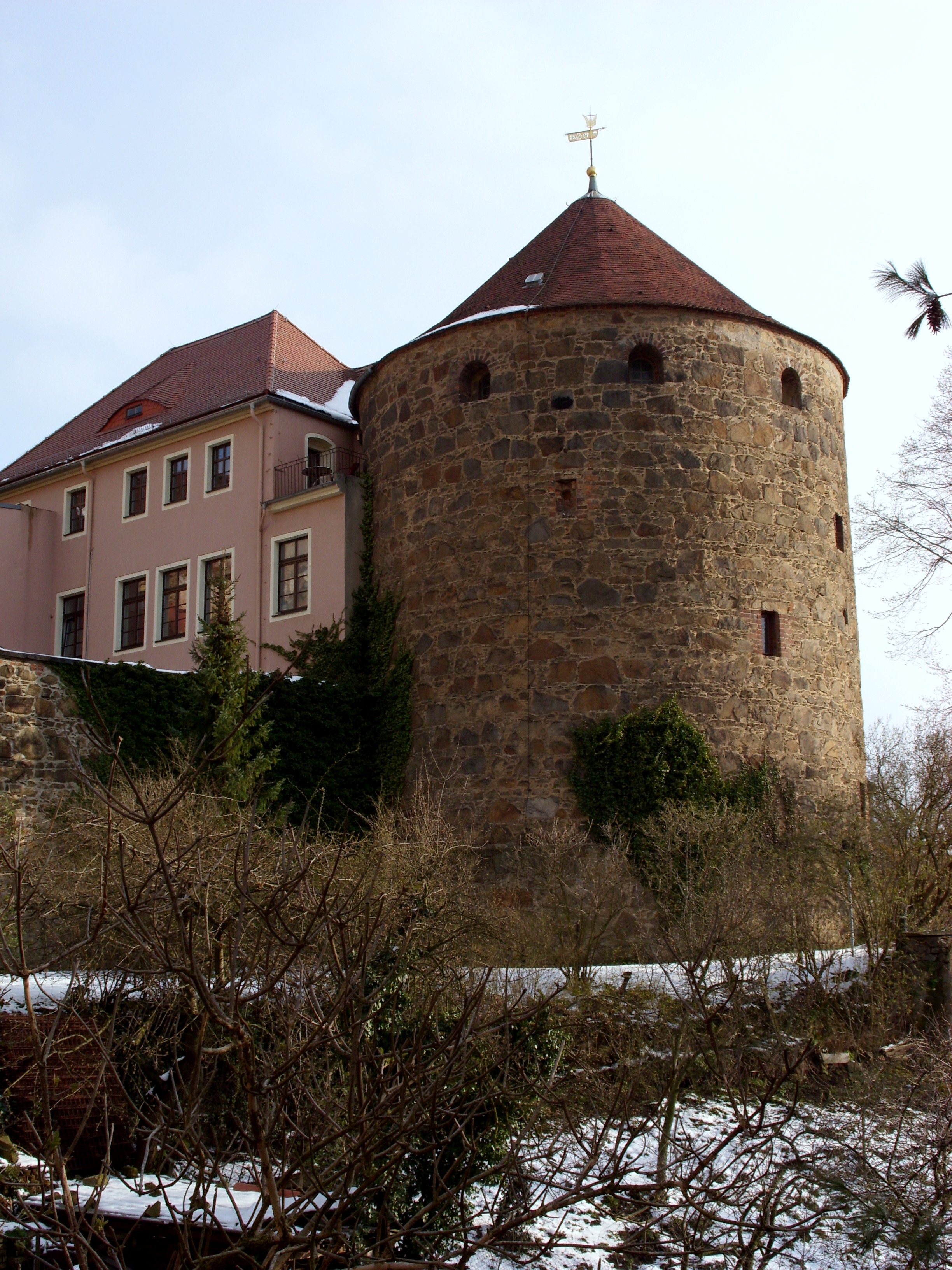
Röhrscheidtbastei in Bautzen, auch Fischerbastei genannt

Die Röhrscheidtbastei, sorbisch Röhrscheidtowa baštaⓘ, ist Teil der Bautzener Stadtbefestigung und wurde 1469 zum Schutz der nahen Fischerpforte errichtet, durch welche die Verbindung zwischen dem Hauptmarkt und dem Tal der Spree verlief. Deshalb wird sie im Volksmund und in einigen Büchern als Fischerbastei oder Bastei an der Fischerpforte benannt. Ihren heute offiziellen Namen erhielt sie nach dem Stadtbaumeister Wenzel Röhrscheidt, dem Erbauer der Alten Wasserkunst.
Während der Belagerung von Bautzen durch die Schweden 1639 brannte der Turm aus. Erst 1676 wurde er renoviert. Ab 1850 wurde die Röhrscheidtbastei einer anderen Funktion zugeführt. Sie diente als Lager der Tuchfabrik Mörbitz; 1867 wurde sie Bestandteil der Gaststätte „Bürgergarten“.
In den Jahren nach 1906 diente der obere Raum dem Verein „Schlaraffia Budissa“ als Treffpunkt. Noch heute kann man den Uhu, welcher der „Schlaraffia“ als Zeichen gilt, als Wandschmuck betrachten.
Seit 1952 ist in der Bastei der Kostümfundus des Sorbischen National-Ensembles untergebracht. Der Turm befindet sich im Besitz der Stiftung für das sorbische Volk.
An der Fischerpforte treffen die äußere und die innere Stadtmauer fast zusammen, und die Stufen führen hinab ins Spreetal, vorbei am berühmten Bautzner Hexenhäusel. Der Zwinger zwischen innerer und äußerer Stadtmauer wurde hier zugleich als Verkehrsweg für jene Fuhrwerke genutzt, die vom Mühltor aus in die Stadt kamen.